# Юнацька ліга УЄФА 2017—2018
Юнацька ліга УЄФА 2017/2018 — п'ятий розіграш Юнацької ліги УЄФА, клубного футбольного турніру серед юнацьких команд європейських клубів, проведеного УЄФА.

## Формат
Формат турніру передбачає дві групи команд, які змагаються окремо одне від одного до стикових матчів.
Шлях Ліги чемпіонів УЄФА: 32 юнацькі команди клубів, що беруть участь у Лізі чемпіонів УЄФА збережуть формат і розклад матчів групового етапу, які відповідають груповому етапу Ліги чемпіонів УЄФА. Переможці груп пройдуть в 1/8 фіналу, а команди, що посядуть другі місця, пройдуть в стикові матчі.
Шлях національних чемпіонів: 32 переможці національних юнацьких турнірів проведуть два раунди двохматчевих протистоянь, а вісім переможців відбудуться стикові матчі.
- У стикових матчах переможці національних юнацьких турнірів зіграють один матч вдома проти команд, що посіли другі місця в групі Шляху Ліги чемпіонів УЄФА.
- В 1/8 фіналу переможці груп Шляху Ліги чемпіонів УЄФА зіграють один матч проти переможців стикових матчів (господарі матчів будуть визначені жеребкуванням).
- У чвертьфіналі, півфіналі та фіналі команди зіграють один з одним по одному матчу (господарі чвертьфінальних матчів будуть визначені жеребкуванням, півфінал і фінал буде проведено на нейтральному стадіоні).

## Команди
Всього в турнірі беруть участь 64 команди:
- Юнацькі команди 32 клубів, що беруть участь у груповому етапі Ліги чемпіонів УЄФА 2017/2018 беруть участь у Шляху Ліги чемпіонів УЄФА.
- Переможці національних юнацьких турнірів 32 найкращих асоціацій у відповідності з їх рейтингом беруть участь в Шляху національних чемпіонів (Асоціації, які не мають переможця національного юнацького турніру і національного чемпіона, який вже потрапив в Шлях Ліги чемпіонів УЄФА, будуть замінені наступною асоціацією в рейтингу УЄФА)[1][2].

## Розклад матчів і жеребкувань
Розклад турніру є наступним (всі жеребкування проводяться в штаб-квартирі УЄФА в Ньйоні, Швейцарія, якщо не зазначено інакше).
| Стадія                                 | Раунд         | Дата жеребкування       | 1-й матч                                     | 2-й матч                                     |
| -------------------------------------- | ------------- | ----------------------- | -------------------------------------------- | -------------------------------------------- |
| Груповий етап Шлях Ліги чемпіонів УЄФА | 1 тур         | 24 серпня 2017 (Монако) | 12-13 вересня 2017                           | 12-13 вересня 2017                           |
| Груповий етап Шлях Ліги чемпіонів УЄФА | 2 тур         | 24 серпня 2017 (Монако) | 26-27 вересня 2017                           | 26-27 вересня 2017                           |
| Груповий етап Шлях Ліги чемпіонів УЄФА | 3 тур         | 24 серпня 2017 (Монако) | 17-18 жовтня 2017                            | 17-18 жовтня 2017                            |
| Груповий етап Шлях Ліги чемпіонів УЄФА | 4 тур         | 24 серпня 2017 (Монако) | 31 жовтня - 1 листопада 2017                 | 31 жовтня - 1 листопада 2017                 |
| Груповий етап Шлях Ліги чемпіонів УЄФА | 5 тур         | 24 серпня 2017 (Монако) | 21-22 листопада 2017                         | 21-22 листопада 2017                         |
| Груповий етап Шлях Ліги чемпіонів УЄФА | 6 тур         | 24 серпня 2017 (Монако) | 5-6 грудня 2017                              | 5-6 грудня 2017                              |
| Шлях національних чемпіонів            | Перший раунд  | 29 серпня 2017          | 27 вересня 2017                              | 18 жовтня 2017                               |
| Шлях національних чемпіонів            | Другий раунд  | 29 серпня 2017          | 1 листопада 2017                             | 22 листопада 2017                            |
| Плей-оф                                | Стикові матчі | 11 грудня 2017          | 6-7 лютого 2018                              | 6-7 лютого 2018                              |
| Плей-оф                                | 1/8 фіналу    | 9 лютого 2018           | 20-21 лютого 2018                            | 20-21 лютого 2018                            |
| Плей-оф                                | Чвертьфінал   | 9 лютого 2018           | 13-14 березня 2018                           | 13-14 березня 2018                           |
| Плей-оф                                | Півфінал      | 9 лютого 2018           | 20 квітня 2018 на стадіоні «Коловрей», Ньйон | 20 квітня 2018 на стадіоні «Коловрей», Ньйон |
| Плей-оф                                | Фінал         | 9 лютого 2018           | 23 квітня 2018 на стадіоні «Коловрей», Ньйон | 23 квітня 2018 на стадіоні «Коловрей», Ньйон |

- На груповому етапі Шляху Ліги чемпіонів УЄФА команди принципово проводять свої матчі по вівторках та середах, в ті ж дні, що і відповідні дорослі команди в Лізі чемпіонів УЄФА; однак, матчі можуть проводитися в інші дні, в тому числі по понеділках і четвергах.
- У першому і другому раундах Шляху національних чемпіонів матчі принципово проводяться по середах; однак, матчі також можуть проводитися в інші дні, в тому числі по понеділках, вівторках і четвергах.
- У стикових матчах, 1/8 фіналу і чвертьфіналах матчі принципово проводяться по вівторках і середах; однак, матчі також можуть проводитися в інші дні, за умови, що вони будуть завершені до наступних дат:
  - Стикові матчі: 8 лютого 2018
  - 1/8 фіналу: 28 лютого 2018
  - Чвертьфінал: 16 березня 2018

## Груповий етап
У кожній групі команди грають одна з одною по 2 матчі: вдома та на виїзді (по круговій системі). Команди, що посіли перше місце, виходять у 1/8 фіналу. Команди, що посіли другі місця, виходять у стикові матчі.
| Умовні колірні позначення в таблиці груп                              |
| --------------------------------------------------------------------- |
| Переможці груп потрапляють в 1/8 фіналу.                              |
| Команди, що посіли другі місця в групах, потрапляють в стикові матчі. |

### Група A
| Команда           | І | В | Н | П | ЗМ | ПМ | РМ | О  |
| ----------------- | - | - | - | - | -- | -- | -- | -- |
| Базель            | 6 | 3 | 2 | 1 | 14 | 11 | +3 | 11 |
| Манчестер Юнайтед | 6 | 3 | 2 | 1 | 11 | 9  | +2 | 11 |
| Бенфіка           | 6 | 1 | 4 | 1 | 10 | 8  | +2 | 7  |
| ЦСКА              | 6 | 1 | 0 | 5 | 8  | 15 | −7 | 3  |

### Група B
| Команда         | І | В | Н | П | ЗМ | ПМ | РМ | О  |
| --------------- | - | - | - | - | -- | -- | -- | -- |
| Баварія         | 6 | 4 | 2 | 0 | 14 | 6  | +8 | 14 |
| Парі Сен-Жермен | 6 | 3 | 1 | 2 | 11 | 9  | +2 | 10 |
| Селтік          | 6 | 2 | 0 | 4 | 10 | 15 | −5 | 6  |
| Андерлехт       | 6 | 1 | 1 | 4 | 6  | 11 | −5 | 4  |

### Група C
| Команда  | І | В | Н | П | ЗМ | ПМ | РМ  | О  |
| -------- | - | - | - | - | -- | -- | --- | -- |
| Челсі    | 6 | 5 | 0 | 1 | 17 | 7  | +10 | 15 |
| Атлетіко | 6 | 3 | 0 | 3 | 12 | 11 | +1  | 9  |
| Рома     | 6 | 3 | 0 | 3 | 11 | 6  | +5  | 9  |
| Карабах  | 6 | 1 | 0 | 5 | 3  | 19 | −16 | 3  |

### Група D
| Команда      | І | В | Н | П | ЗМ | ПМ | РМ  | О  |
| ------------ | - | - | - | - | -- | -- | --- | -- |
| Барселона    | 6 | 5 | 1 | 0 | 12 | 1  | +11 | 16 |
| Спортінг Л   | 6 | 2 | 3 | 1 | 10 | 6  | +4  | 9  |
| Олімпіакос П | 6 | 1 | 2 | 3 | 6  | 14 | −8  | 5  |
| Ювентус      | 6 | 1 | 0 | 5 | 4  | 11 | −7  | 3  |

### Група E
| Команда   | І | В | Н | П | ЗМ | ПМ | РМ  | О  |
| --------- | - | - | - | - | -- | -- | --- | -- |
| Ліверпуль | 6 | 5 | 0 | 1 | 18 | 3  | +15 | 15 |
| Спартак М | 6 | 2 | 2 | 2 | 11 | 8  | +3  | 8  |
| Севілья   | 6 | 2 | 2 | 2 | 6  | 12 | −6  | 8  |
| Марибор   | 6 | 1 | 0 | 5 | 2  | 14 | −12 | 3  |

### Група F
| Команда        | І | В | Н | П | ЗМ | ПМ | РМ | О  |
| -------------- | - | - | - | - | -- | -- | -- | -- |
| Манчестер Сіті | 6 | 4 | 1 | 1 | 14 | 7  | +7 | 13 |
| Феєнорд        | 6 | 2 | 3 | 1 | 11 | 8  | +3 | 9  |
| Шахтар         | 6 | 2 | 1 | 3 | 7  | 12 | −5 | 7  |
| Наполі         | 6 | 1 | 1 | 4 | 12 | 17 | −5 | 4  |

### Група G
| Команда    | І | В | Н | П | ЗМ | ПМ | РМ  | О  |
| ---------- | - | - | - | - | -- | -- | --- | -- |
| Порту      | 6 | 5 | 0 | 1 | 15 | 7  | +8  | 15 |
| Монако     | 6 | 3 | 1 | 2 | 15 | 10 | +5  | 10 |
| РБ Лейпциг | 6 | 1 | 2 | 3 | 10 | 12 | −2  | 5  |
| Бешікташ   | 6 | 1 | 1 | 4 | 5  | 16 | −11 | 4  |

### Група H
| Команда           | І | В | Н | П | ЗМ | ПМ | РМ  | О  |
| ----------------- | - | - | - | - | -- | -- | --- | -- |
| Тоттенгем Готспур | 6 | 4 | 1 | 1 | 15 | 6  | +9  | 13 |
| Реал Мадрид       | 6 | 3 | 1 | 2 | 21 | 10 | +11 | 10 |
| Боруссія Д        | 6 | 3 | 0 | 3 | 14 | 12 | +2  | 9  |
| АПОЕЛ             | 6 | 1 | 0 | 5 | 2  | 24 | −22 | 3  |

## Шлях національних чемпіонів
В Шляху національних чемпіонів 32 команди проводять два раунди двохматчевих протистоянь з матчами вдома і в гостях. Жеребкування проходитиме 29 серпня 2017 року. Сіяних команд не буде, але перед жеребкуванням 32 команди будуть поділені на чотири групи, визначені за спортивною та географічною ознакою. 
У першому раунді команди з однієї групи зіграють один проти одного. У другому раунді переможці групи 1 зіграють проти переможців групи 2, переможці групи 3 зіграють проти переможців групи 4, а порядок матчів був визначений жеребкуванням.
У разі, якщо після основного часу другого матчу загальний рахунок залишається рівним, для визначення переможця використовується правило голу, забитого на чужому полі. У випадку, якщо команди як і раніше рівні, переможець визначається в серії пенальті (додатковий час не грається)

### Перший раунд
Перші матчі відбулися 26 та 27 вересня 2017 року, матчі-відповіді — 17 та 18 жовтня 2017 року. 16 переможців першого раунду потрапили у другий раунд.
| Команда 1    | Заг.           | Команда 2           | 1-й матч | 2-й матч |
| ------------ | -------------- | ------------------- | -------- | -------- |
| Інтер        | 5:2            | Динамо              | 2:2      | 3:0      |
| Зімбру       | 7:3            | Влазнія             | 3:1      | 4:2      |
| Лудогорець   | 3:4            | Желєзнічар          | 1:1      | 2:3      |
| Динамо       | 2:4            | Локомотива          | 0:2      | 2:2      |
| КяПА         | 2:4            | Есб'єрг             | 1:2      | 1:2      |
| Брєйдаблік   | 1:3            | Легія               | 1:3      | 0:0      |
| УКД          | 3:3 (пен. 4:5) | Молде               | 2:1      | 1:2      |
| Гаммарбю     | 0:6            | Аякс                | 0:4      | 0:2      |
| Бордо        | 0:5            | Ред Булл            | 0:1      | 0:4      |
| Нітра        | 2:1            | Шкендія             | 1:0      | 1:1      |
| Ф91 Дюделанж | 1:7            | Спарта              | 0:4      | 1:3      |
| Сутьєска     | 2:3            | Гонвед              | 2:2      | 0:1      |
| Бродарац     | 2:1            | Маккабі (Тель-Авів) | 1:1      | 1:0      |
| Кайрат       | 2:11           | Краснодар           | 2:2      | 0:9      |
| Лієпая       | 2:4            | Шахтар              | 2:1      | 0:3      |
| Бурсаспор    | 1:2            | Сабуртало           | 0:1      | 1:1      |

### Другий раунд
Перші матчі відбулися 29, 31 жовтня та 1 листопада 2017 року, матчі-відповіді — 21 та 22 листопада 2017 року. 8 переможців другого раунду потрапляють у стикові матчі.
| Команда 1  | Заг.    | Команда 2  | 1-й матч | 2-й матч |
| ---------- | ------- | ---------- | -------- | -------- |
| Зімбру     | 0:2     | Молде      | 0:0      | 0:2      |
| Локомотива | 1:1 (ч) | Желєзнічар | 1:1      | 0:0      |
| Інтер      | 10:1    | Есб'єрг    | 4:1      | 6:0      |
| Легія      | 3:4     | Аякс       | 1:4      | 2:0      |
| Бродарац   | 3:3 (ч) | Сабуртало  | 1:1      | 2:2      |
| Шахтар     | 2:3     | Нітра      | 2:0      | 0:3      |
| Краснодар  | 9:1     | Гонвед     | 8:0      | 1:1      |
| Спарта     | 2:6     | Ред Булл   | 2:4      | 0:2      |

## Стикові матчі
У стикових матчах 16 команд діляться на вісім пар, у яких грають по одному матчу. Жеребкування було проведено 11 грудня 2017 року. Вісім переможців другого раунду Шляху національних чемпіонів зіграють вдома з командами, що зайняли другі місця в групах Шляху Ліги чемпіонів УЄФА. Команди з однієї асоціації не можуть зіграти одна з одною.
У разі, якщо після основного часу рахунок рівний, переможець визначається в серії пенальті (додатковий час не грається).
Стикові матчі пройшли 6 і 7 лютого 2018. Вісім переможців стикових матчів потрапили в 1/8 фіналу.
| Команда 1      | Рахунок        | Команда 2          |
| -------------- | -------------- | ------------------ |
| Молде          | 2:2 (пен. 2:4) | Монако             |
| Інтернаціонале | 3:3 (пен. 3:1) | Спартак (Москва)   |
| Аякс           | 0:0 (пен. 2:4) | Парі Сен-Жермен    |
| Ред Булл       | 5:2            | Спортінг (Лісабон) |
| Бродарац       | 0:2            | Манчестер Юнайтед  |
| Нітра          | 2:3            | Феєнорд            |
| Желєзнічар     | 1:3            | Атлетіко           |
| Краснодар      | 0:0 (пен. 0:3) | Реал Мадрид        |

## Плей-оф
У плей-оф 16 команд зіграють у турнірі на вибування, у кожній парі буде зіграно по одному матчу. Механізм жеребкувань для кожного раунду наступний:
- У жеребкуванні 1/8 фіналу вісім переможців груп Шляху Ліги чемпіонів УЄФА зіграють проти восьми переможців стикових матчів. Команди з однієї групи Шляху Ліги чемпіонів УЄФА не можуть зіграти один з одним, але команди з однієї асоціації можуть зіграти один з одним. Жеребкування також визначить господарів кожного з матчів 1/8 фіналу.
- У жеребкуванні чвертьфіналів і наступних раундів немає посіву, і команди з однієї групи і однієї асоціації можуть зіграти один з одним. Жеребкування також визначає господаря кожного з чвертьфінальних матчів і номінальних «господарів» півфінальних матчів і фіналу (які проводяться на нейтральному полі).

У разі, якщо після основного часу рахунок рівний, переможець визначається в серії пенальті (додатковий час не грається)

### 1/8 фіналу
Матчі відбулися 20 і 21 лютого 2018 року.
| Команда 1         | Рахунок        | Команда 2         |
| ----------------- | -------------- | ----------------- |
| Баварія           | 2:3            | Реал Мадрид       |
| Манчестер Сіті    | 1:1 (пен. 3:2) | Інтернаціонале    |
| Атлетіко          | 1:0            | Базель            |
| Порту             | 3:1            | Ред Булл          |
| Парі Сен-Жермен   | 0:1            | Барселона         |
| Ліверпуль         | 2:0            | Манчестер Юнайтед |
| Тоттенгем Готспур | 1:1 (пен. 3:1) | Монако            |
| Челсі             | 5:2            | Феєнорд           |

### 1/4 фіналу
Матчі відбулися 13 і 14 березня 2018 року.
| Команда 1         | Рахунок        | Команда 2 |
| ----------------- | -------------- | --------- |
| Реал Мадрид       | 2:4            | Челсі     |
| Манчестер Сіті    | 1:1 (пен. 3:2) | Ліверпуль |
| Барселона         | 2:0            | Атлетіко  |
| Тоттенгем Готспур | 0:2            | Порту     |

### 1/2 фіналу
Матчі відбулися 20 квітня 2018 року на стадіоні «Коловрей» в Ньйоні.
| Команда 1      | Рахунок        | Команда 2 |
| -------------- | -------------- | --------- |
| Манчестер Сіті | 4:5            | Барселона |
| Челсі          | 2:2 (пен. 5:4) | Порту     |

### Фінал
Фінал відбувся 23 квітня 2018 року на стадіоні «Коловрей» в Ньйоні.
| 23 квітня 2018 CEST 17:00 |

| Челсі | 0–3      | Барселона                  |
| ----- | -------- | -------------------------- |
|       | Протокол | Маркес 33', 52' Руїс 90+2' |

| «Коловрей», Ньйон Глядачів: 7,200 Арбітр: Андреас Екберг ( Швеція) |